# John Cromwell
Pour les articles homonymes, voir Cromwell.
John Cromwell (né le 23 décembre 1886 à Toledo, dans l'Ohio, et mort le 26 septembre 1979 à Santa Barbara, en Californie) est un acteur et réalisateur américain.

## Biographie
John Cromwell se maria quatre fois, notamment avec l'actrice Kay Johnson (1904-1975), qui lui donna deux fils, dont l'acteur James Cromwell.
Il fut une des victimes du maccarthysme et inscrit sur la liste noire du cinéma, entre 1951 et 1958.

## Filmographie

### Comme réalisateur
- 1929 :
  - Harmonie (Close Harmony)
  - La Danse de la vie (The Dance of Life)
  - Force (The Mighty)
- 1930 :
  - La Rue de la chance (Street of Chance)
  - The Texan
  - For the Defense
  - Tom Sawyer
- 1931 :
  - Scandal Sheet
  - Déloyale (Unfaithful)
  - The Vice Squad
  - La Folie des hommes (Rich Man's Folly)
- 1932 :
  - Le Monde et la Chair (The World and the Flesh)
  - Au seuil de l'enfer (Hell's Highway) (coréalisé avec Rowland Brown)
- 1933 :
  - Grand Bazar (Sweepings)
  - La Chaîne d'argent (The Silver Cord)
  - La Femme aux gardénias (Double Harness)
  - Ann Vickers
- 1934 :
  - Mademoiselle Hicks (Spitfire)
  - This Man Is Mine
  - L'Emprise (Of Human Bondage)
  - Fontaine (The Fountain)
- 1935 :
  - Village Tale
  - Jalna
  - Griseries (I Dream Too Much)
- 1936 :
  - Le Petit Lord Fauntleroy (Little Lord Fauntleroy)
  - Dix Ans de mariage (To Mary with Love)
  - Saint-Louis Blues (Banjo on My Knee)
- 1937 :
  - Le Prisonnier de Zenda (The Prisoner of Zenda)
- 1938 :
  - Casbah (Algiers)
- 1939 :
  - L'Autre (In Name Only)
  - Le Lien sacré (Made for Each Other)
- 1940 :
  - Abraham Lincoln (Abe Lincoln in Illinois)
  - Passion sous les tropiques (Victory)
- 1941 :
  - Ainsi finit notre nuit (So Ends Our Night)
- 1942 :
  - Le Chevalier de la vengeance (Son of Fury: The Story of Benjamin Blake)
- 1944 :
  - Depuis ton départ (Since You Went Away)
- 1945 :
  - Le Cottage enchanté (The Enchanted Cottage)
  - Watchtower Over Tomorrow
- 1946 :
  - Anna et le Roi de Siam (Anna and the king of Siam)
- 1947 :
  - En marge de l'enquête (Dead Reckoning)
  - La Chanson des ténèbres (Night Song)
- 1950 :
  - Femmes en cage (Caged)
- 1951 :
  - La Voleuse d'amour (The Company She Keeps)
  - The Racket
- 1958 :
  - La Déesse (The Goddess)
- 1959 :
  - Les Vautours (en) (The Scavengers)
- 1961 :
  - A Matter of Morals (en)

### Comme acteur
- 1929 : L'Aspirant détective (The Dummy) : Walter Babbing
- 1929 : La Danse de la vie (The Dance of Life) : le portier du bar clandestin
- 1929 : Force (The Mighty) : M.. Jamieson
- 1930 : La Rue de la chance (Street of Chance) : Imbrie
- 1930 : For the Defense : le second reporter au tribunal
- 1933 : Ann Vickers de John Cromwell : le rondouillard au visage triste
- 1940 : Abraham Lincoln (Abe Lincoln in Illinois) : John Brown
- 1951 : La Voleuse d'amour (The Company She Keeps) de John Cromwell : un policier
- 1954 : Producers' Showcase (en), saison 1 épisode 2 State of the Union : Jim Conover
- 1955 : Kraft Television Theatre (en), : M.. Lattimer
- 1956 : Studio One, saison 8 épisode 30 The Arena de Franklin Schaffner (série tv) : le sénateur Harvey Rogers
- 1957 : Affaire ultra-secrète (Top Secret Affair) de H. C. Potter : le général Daniel A. Grimshaw
- 1977 : Trois femmes : M.. Rose
- 1978 : Un mariage (A Wedding) de Robert Altman : l'évêque Martin

## Crédit d'auteurs
- (en) Cet article est partiellement ou en totalité issu de l’article de Wikipédia en anglais intitulé « John Cromwell » (voir la liste des auteurs).